# 86. pr. Kr.
◄ | 2. stoljeće pr. Kr. | 1. stoljeće pr. Kr. | 1. stoljeće | ►
◄ | 110-ih pr. Kr. | 100-ih pr. Kr. | 90-ih pr. Kr. | 80-ih pr. Kr. | 70-ih pr. Kr. | 60-ih pr. Kr. | 50-ih pr. Kr. | ►
◄◄ | ◄ | 89. pr. Kr. | 88. pr. Kr. | 87. pr. Kr. | 86 pr. Kr. | 85. pr. Kr. | 84. pr. Kr. | 83. pr. Kr. | ► | ►►
Astronomija

## Događaji
- Rimljani se iskrcavaju u Tesaliji i zauzimaju Atenu poslije tri mjeseca opsade; bitka kod Heroneje; bitka kod Orhomena.

## Smrti
- 13. siječnja – Gaj Marije, rimski plebejac i general (* 157. pr. Kr.)